# Josep Sabater Rodríguez
Josep Sabater Rodríguez   (Sabadell, 6 de juny de 1956) és un escriptor, professor i promotor cultural català. És el president del centre català El Gresol al Canadà.

## Obres[1]
Narrativa
- Relats parabòlics (1999)
- Relats Dia-bolics (2011)

Poesia
- Provances d'esper
- Respirs (1997)
- All for the best (1998)
- Rastres d'un poeta sense terra (2000)
- Vol de dol (2006)
- Brots de mots (2007)
- Entre pols (2009)
- La nit dels bous (2023)